# Mauchenheim
Mauchenheim là một đô thị thuộc huyện Alzey-Worms, bang Rheinland-Pfalz, nước Đức. Đô thị Mauchenheim có diện tích 6,87 km².